# Lozzo di Cadore
Lozzo di Cadore is een gemeente in de Italiaanse provincie Belluno (regio Veneto) en telt 1653 inwoners (31-12-2004). De oppervlakte bedraagt 30,4 km², de bevolkingsdichtheid is 54 inwoners per km².

## Demografie
Lozzo di Cadore telt ongeveer 665 huishoudens. Het aantal inwoners steeg in de periode 1991-2001 met 3,1% volgens cijfers uit de tienjaarlijkse volkstellingen van ISTAT.
| Jaar | Inwoneraantal |
| ---- | ------------- |
| 1991 | 1567          |
| 2001 | 1615          |

## Geografie
De gemeente ligt op ongeveer 753 m boven zeeniveau.
Lozzo di Cadore grenst aan de volgende gemeenten: Auronzo di Cadore, Domegge di Cadore, Lorenzago di Cadore, Vigo di Cadore.